# 마태 수난곡 (바흐)

바흐의 마태 수난곡 자필 악보의 첫 페이지.

《마태 수난곡》(독일어: Matthäus-Passion, 작품번호 BWV 244)은 요한 제바스티안 바흐가 작곡한 오라토리오 수난곡이다. 신약성경 마태오의 복음서에 따른 예수의 수난과 죽음의 이야기가 작품의 중심을 이루며, 이에 수난 코랄과 피칸더가 지은 경건시들이 자유로운 합창과 아리아 형태로 삽입되어 있다. 마태수난곡과 요한수난곡은 바흐가 남긴 수난곡 가운데 완전한 형태로 전해지는 유일한 두 작품이다. 총 연주 시간은 150분이 넘고, 솔리스트, 두 개의 합창단, 두 개의 오케스트라가 동원되는 대규모 편성으로 구성되어 있으며, 이는 바흐의 작품 가운데 가장 방대한 규모이자 최대 편성의 곡으로서 개신교 교회음악의 정점으로 평가된다.
1727년 4월 11일 성 금요일에 라이프치히의 토마스 교회에서 초연되었다. 바흐 사후에는 오랜 기간 동안 잊혀졌으나, 1829년 3월 11일 베를린에서 펠릭스 멘델스존 바르톨디가 축약된 버전으로 재연하면서 바흐 르네상스를 여는 계기가 되었다.

## 역사

### 배경

마태수난곡 71번 레치타티보가 시작하는 부분. 바흐의 친필 악보

기독교 공동체에서는 예수 그리스도의 수난과 죽음이 중심적인 의미를 지녔기 때문에, 성경의 수난 이야기는 초기부터 큰 중요성을 부여받았다. 이러한 성경 본문은 성찬식 및 교회력의 예배에서 엄숙한 낭독을 통해 특별한 취급을 받게 되었는데, 5세기경부터는 복음사가, 예수, 폰티우스 필라투스 및 기타 인물 등 다양한 역할로 분담되어 드라마적인 방식으로 낭송되었을 것으로 추측되기도 한다. 하인리히 쉬츠는 이러한 인물들에게 각각 다른 성부(聲部)를 부여하고, 군중 장면은 다성부 합창으로 구성하였다. 16세기 말 독일 남부에서는 수난 이야기를 중간에 코랄로 끊으며 회중이 이를 함께 부르는 전통이 생겨났고, 17세기부터는 코랄과 아리아 같은 자유로운 시적 구성 요소들이 삽입되기 시작하였다.
바로크 후기에는 수난 사건을 음악으로 표현하는 세 가지 방식이 존재하였다. 수난 칸타타, 자유롭게 시적으로 각색한 수난 오라토리오, 그리고 '오라토리오 수난곡'이 그것이다. 바흐는 요한수난곡과 마태수난곡에서 마지막 형식인 오라토리오 수난곡을 선택하였다. 1669년부터 1766년까지 약 100년 동안, 라이프치히에서는 아침 예배에서 복음서 본문을 그레고리오 성가 방식으로 엄숙하게 노래하는 전통이 이어졌다. 1717년에야 새 교회에서 다성부 음악 연주가 허용되었으며, 1721년에는 성 토마스 교회에서, 1724년에는 성 니콜라이 교회에서 연주가 가능해졌고, 이후 두 교회에서 번갈아 가며 연주가 이루어졌다. 수난 음악은 오전 7시부터 11시까지 진행되는 아침 예배 이후 오후 2시에 시작되는 4~5시간짜리 저녁 예배(베스퍼 예배)에서 연주되었다. 오늘날의 연주 관행과는 달리, 바흐의 수난곡은 예배의 일부로서 작곡된 것이며, 독립적인 연주회용 음악으로 의도된 것은 아니었다.

### 초연

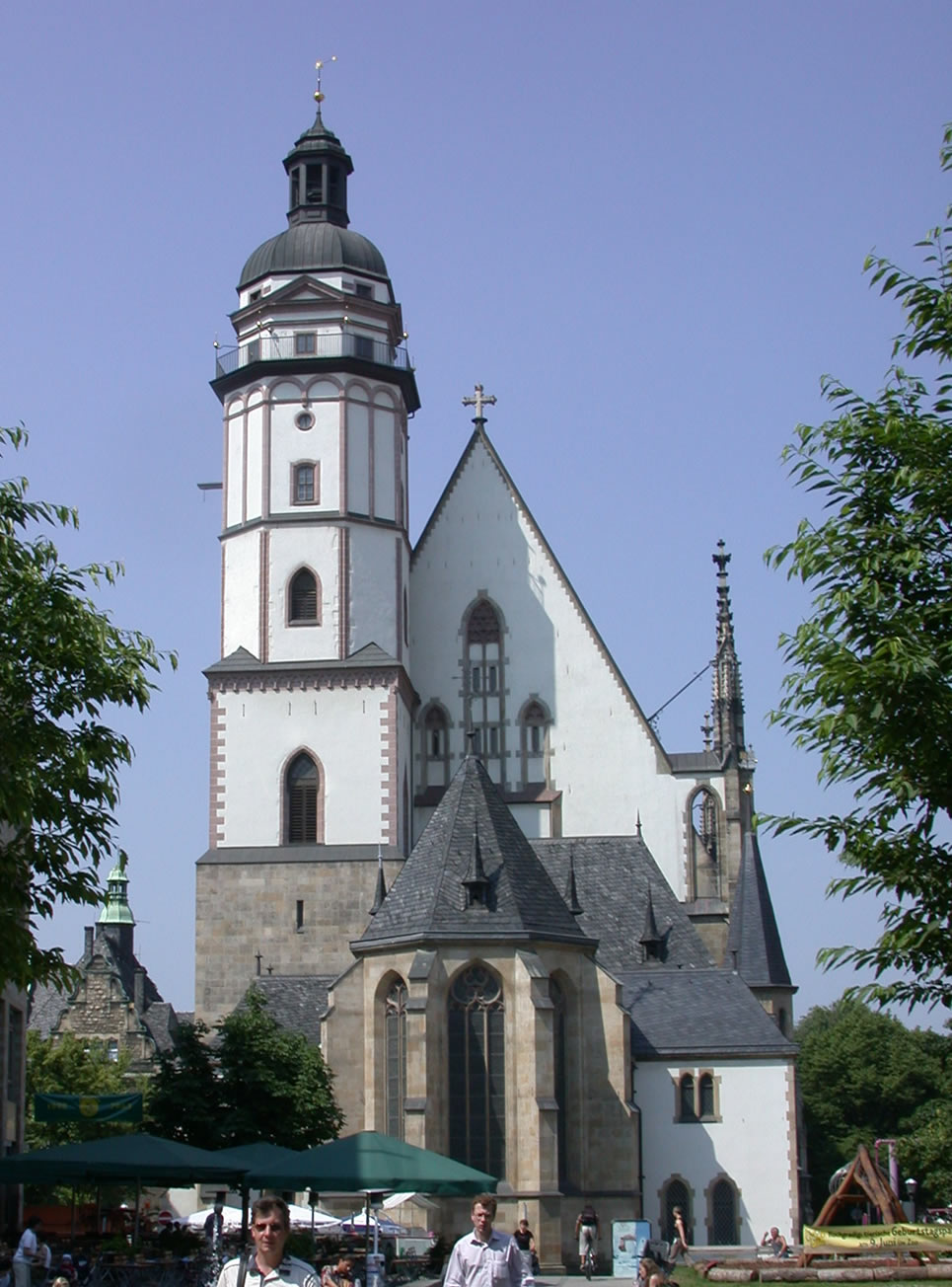
1727년 초연 장소인 라이프치히의 성 토마스 교회.

1975년까지는 일반적으로 1729년이 《마태수난곡》의 작곡 연도이자 초연 연도로 간주되었으나, 현재는 1727년 성금요일, 즉 4월 11일이 초연일이라는 것이 대체적인 합의이다. 이미 1829년 멘델스존 바르톨디가 《마태수난곡》을 100주년 기념으로 재연했을 당시, 음악학자 칼 프리드리히 첼터는 당시 교회 문헌에 명확한 기록이 없다는 점을 들어 “과연 이 공연이 최초의 공연이었는가?”라는 질문을 제기한 바 있다. 1975년 조슈아 리프킨은 1727년이 초연 연도이며, 1729년 성금요일에는 이미 두 번째 공연이 이루어졌음을 입증하였다. 이후 1736년에는 수정된 판본으로 다시 한 번 연주되었고, 1740년 혹은 1742년에도 한 차례 더 공연되었을 가능성이 있다.
1727년이라는 연대는 지금은 유실된 바흐 칸타타인 《Klagt, Kinder, klagt es aller Welt》(BWV 244a), 즉 이른바 쾨텐의 레오폴트 공작을 위한 장송곡과의 관계를 명확히 한다. 이 장송음악은 1729년 3월 24일에 초연되었으며, 바흐는 이 작품에 《마태수난곡》의 두 합창곡과 일곱 개의 아리아를 차용하였다. 이러한 배경은 바흐가 자신의 교회음악을 세속 음악으로 패러디하지 않았다는 기존의 통념을 반박한다. 다만, 공작을 위한 장례 음악이 반드시 세속적인 성격만을 갖는 것은 아니며, 종교적 요소와 세속적 요소가 혼합되어 있다고 볼 수 있다. 또한 실용적인 이유도 고려되었을 것으로 보인다. 사전 승인이 필요한 텍스트와 미리 연습되어야 할 음악이라는 점을 고려할 때, 바흐는 완전히 새로운 곡을 작곡할 시간적 여유가 없었던 것으로 추정된다.
1723년 토마스 칸토르로 부임한 바흐의 계약서에는 그의 음악이 “너무 길지 않으며, 오페라처럼 보이지 않도록 하여, 오히려 청중들이 경건함에 이르도록 이끌어야 한다.”고 명시하고 있다. 바흐는 1724년에 《요한수난곡》을 처음으로 연주하고, 1725년에는 수정된 판본으로 다시 연주하였다. 1726년에는 프리드리히 니콜라우스 브룬스(1702)의 《마가수난곡》을 지휘했으며, 여기에 코랄을 추가하고 라이프치히의 연주 관행에 맞게 조정하였다. 《마태수난곡》은 《요한수난곡》보다 약 1/3 더 길며, 이중 합창단 편성으로 구성되어 규모 면에서도 더 크다. 바흐 생전에 이 작품은 몇 차례 연주되었으나, 교회 공동체, 라이프치히 시 당국, 또는 음악 애호가들로부터 이 작품에 대한 반응은 전혀 전해지지 않는다. 지역 언론이나 바흐와 가까운 인물들의 기록에서도 공연이나 그 의미에 대한 언급은 없다. 당대인들에게는 이 작품이 거의 주목받지 못했던 것으로 보인다.

### 판본
오늘날 일반적으로 유효한 판본으로 간주되며 대부분의 현대 연주에서 사용되는 《마태수난곡》의 판본은 1736년에 제작된 것이다. 이 판본은 1730년대 후반에 작성된 정서본으로, 바흐의 자필 악보 중 가장 아름답고 정교한 필사본으로 평가되며, 그가 이 작품에 얼마나 큰 의미를 부여했는지를 보여준다. 순수한 성경 구절과 도입 코랄 〈오 죄 없으신 하나님의 어린 양〉(O Lamm Gottes, unschuldig)에 붉은 잉크를 사용한 상징성은 바흐에게 있어서도 유일한 사례이다. 바흐 사후, 그의 아들 카를 필리프 에마누엘 바흐가 이 악보와 다른 여러 필사본을 상속받았고, 이후 이들은 사학자 게오르크 펠하우의 소장품이 되었다. 현재 이 총보는 베를린 국립도서관이 소장하고 있으며, 가장 귀중한 자필 악보 중 하나로 간주된다. 이 악보의 보존은 종이 분리 기법(papersplitting)을 통해 이루어졌는데, 이는 매우 정교하고 비용이 많이 드는 작업이었다.
《마태수난곡》의 초기 판본인 BWV 244b는 1729년에 제작된 것으로, 1755/1756년경 요한 크리스토프 팔라우가 필사한 악보를 바탕으로 한다. 이 악보 역시 현재는 베를린 국립도서관에 소장되어 있다. 이 초기 판본은 2000년 3월, 일본 삿포로에서 토마너 합창단과 게반트하우스 오케스트라가 당시의 토마스 칸토르였던 게오르크 크리스토프 빌러의 지휘로 처음으로 재연하였고, 2007년 3월에는 같은 앙상블의 연주로 음반이 발매되었다. 초기 판본에서는 두 합창단의 분리가 아직 완전히 이루어지지 않았으며, 두 합창단 모두 동일한 콘티누오 파트를 공유하고 하나의 오르간을 사용한다. 또한 팔라우는 복음사가의 레치타티브 반주를 긴 음가로 기보하였는데, 이는 바흐가 후기 판본의 총보에서도 동일하게 사용한 방식이다. 반면, 바흐는 개별 악보에서는 짧은 음가로 기보하였다.
초기 판본에서는 이후 제23곡이 된 코랄 〈나는 여기 주 곁에 서 있으리〉(Ich will hier bei dir stehen) 대신 〈그것이 나의 기쁨이 되도다〉(Es dient zu meinen Freuden)라는 연이 사용되었다. 가장 두드러진 변화는 제1부의 마지막에 있었다. 후기 판본에서는 《요한수난곡》의 서곡으로도 사용된 대규모 코랄 편곡 〈오 인류여, 네 죄를 깊이 뉘우치라〉(O Mensch, bewein dein Sünde groß, 제35곡)가 사용되지만, 초기 판본에서는 간결한 코랄 〈나는 예수를 내 곁에서 놓지 않으리〉(Jesum lass ich nicht von mir)가 연주되었다. 그 외에도 수난곡의 거의 모든 악장에서 음표, 가사 처리, 편성 등에서 세부적인 차이가 발견된다. 예를 들어, 제2부의 도입 아리아는 베이스 성부가 노래하며, 아리오소와 아리아 〈물론 우리 안에서 육과 피는〉(Ja freilich will in uns das Fleisch und Blut) /〈오라, 달콤한 십자가여〉(Komm, süßes Kreuz)에서는 비올 대신 류트가 사용된다. 도입 합창에서는 바흐가 삽입한 칸투스 피르무스 코랄 〈오 죄 없으신 하나님의 어린 양〉(O Lamm Gottes unschuldig)이 실제로 1729년에 연주되었는지는 명확하지 않으며, 이 선율은 목관악기에서 기악 인용 형태로 등장하기도 한다. 또한, 아리오소 〈오 고통이여!〉(O Schmerz!)에서는 후기 판본에서만 등장하는 리코더 대신 트래버스 플루트가 사용된다.

### 부활

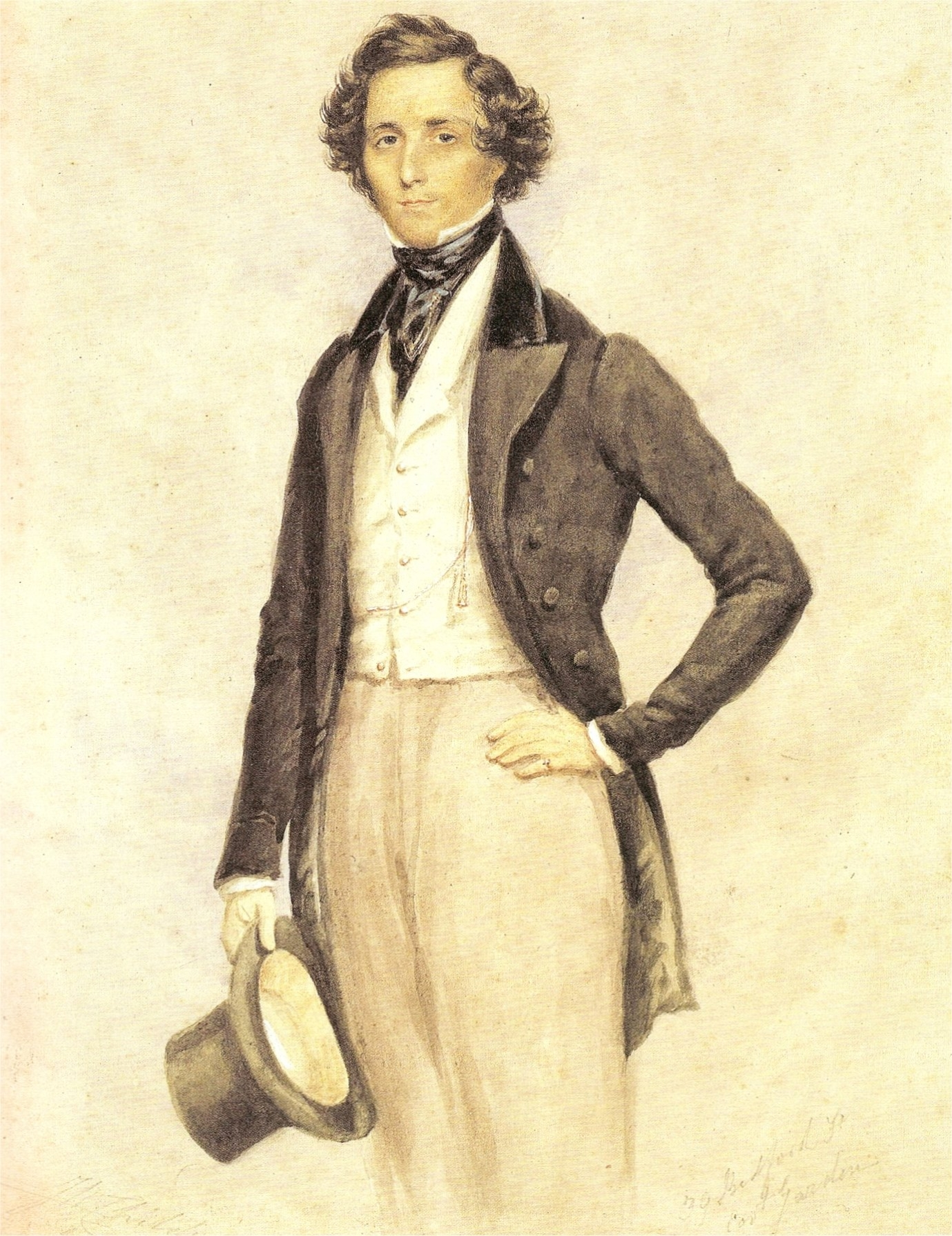
바흐의 마태수난곡을 다시 무대에 올린 펠릭스 멘델스존 바르톨디.

카를 필리프 에마누엘 바흐는 《마태수난곡》의 몇몇 칸티오날 코랄을 자신이 편집한 코랄집에 수록하였다. 그는 아버지의 다른 작품에서 발췌한 몇몇 곡들과 함께, 《마태수난곡》에서 세 개의 코랄과 일곱 개의 합창곡을 자신의 수난 파스티치오에 사용하였으며, 이 작품은 1769년부터 1787년 사이 함부르크에서 여러 차례 연주되었다.
1829년부터 시작된 바흐 르네상스는 바흐 사후 처음으로 《마태수난곡》이 재연되면서 본격화되었다. 이 연주는 약 절반 분량으로 축소되었으며, 펠릭스 멘델스존 바르톨디가 베를린의 징아카데미의 약 150명의 합창단과 함께 지휘하였다. 몇 주 뒤에는 요한 네포무크 셸블레가 프랑크푸르트의 체칠리엔 협회와 함께 같은 작품을 연주하였다. 멘델스존은 아리아와 코랄을 생략하고 극적인 부분을 강조하였는데, 후에 젤터의 연주와는 달리 텍스트는 개작하지 않았다. 그는 바흐의 자필 총보를 필사한 악보를 소지하고 있었으며, 오르간이 준비되지 않아 포르테피아노로 레치타티보를 직접 반주하였다. 1830년에는 슐레징거 출판사에서 이 작품의 첫 악보가 출판되었다. 1829년 이후 바흐의 작품은 1840년까지 매년 연주되었으나, 그 이후로는 간헐적으로만 연주되었다. 19세기 내내 《마태수난곡》의 수용은 결코 순조롭거나 지속적이지 않았다. 빈에서 처음으로 이 작품이 연주된 것은 1865년이었으며, 테너 구스타프 군츠가 복음사가 역을 맡았다. 멘델스존 바르톨디의 바흐 음악에 대한 헌신은 바흐의 중요성을 대중에게 다시금 일깨워주었고, 이는 1850년 라이프치히 바흐 협회의 설립으로 이어졌다. 19세기 말이 되자 《마태수난곡》은 도시 중산층의 상업적인 콘서트 레퍼토리로 확고히 자리 잡았으며, 교향악적 음향을 추구하는 경향이 나타났다. 19세기 내내 300명에서 400명 규모의 대편성 연주가 일반적이었다. 현재 보편적으로 연주되는 완전한 버전의 공연은 1912년에야 처음으로 이루어졌다.
1921년, 페루초 부소니는 《마태수난곡》의 무대 연출을 제안하였는데, 이는 1914년 영국의 연출가이자 무대 디자이너인 에드워드 고든 크레이그가 이미 구상했으나 제1차 세계대전 발발로 인해 실현되지 못한 계획을 잇는 것이었다. 부소니는 아리아들이 극의 흐름을 부당하게 지체하고 방해한다고 보고, 이를 대부분 생략해야 한다고 주장하였다. 그는 피스카토르 무대를 연상시키는 이중 구조의 무대를 고안하였으며, 중앙에 설교단이 위치하고, 양쪽에는 합창단을 위한 고딕 성당 구조를 배치하여 다양한 장면을 동시에 보여줄 수 있도록 하였다. 1930년에는 막스 에두아르트 리에부르크가 바흐의 두 수난곡 연출을 위한 대본을 발표하였는데, 이 역시 세 층의 무대를 전제로 하였다. 그러나 이들 안은 어느 하나도 실현되지 못하였다. 1981년 존 노이마이어는 함부르크에서 《마태수난곡》을 발레 형식으로 무대에 올렸으며, 새로운 방향성을 제시한 획기적인 시도로 평가된다. 1949년에는 에른스트 마리슈카 감독에 의해 《마태수난곡》이 처음으로 영화화되었으며, 이후 2006년에는 막스 시모니셰크가 두 번째 영화화를 진행하였다.
〈정결하게 하소서, 내 마음을〉(Mache dich, mein Herze, rein)는 대중음악에도 영향을 미쳤다. 미셸 마뉴는 바흐의 이 곡을 바탕으로, 1962년 로제 바딤 감독의 영화 《Le repos du guerrier》(전사의 안식)를 위해 샹송 〈Cent Mille Chansons〉를 작곡하였으며, 이는 프랑스 가수 프리다 보카라의 노래로 전 세계적으로 널리 알려지게 되었다.
20세기에는 수많은 유명 지휘자들과 연주자들이 《마태수난곡》을 다양한 방식으로 녹음하였다. 현대 연주 방식에는 빌헬름 푸르트벵글러, 카를 리히터, 오토 클렘퍼러, 페터 슈라이어, 헬무트 릴링, 게오르크 솔티 등이 있으며, 시대연주를 따른 녹음으로는 니콜라우스 아르농쿠르, 구스타프 레온하르트, 톤 코프만, 존 엘리엇 가디너, 필리프 헤레베헤, 마사키 스즈키, 요스 판 펠트호벤 등이 있다. 이들의 연주는 전통적인 편성부터 낭만주의적 거대 편성, 그리고 역사적 연주 관행에 따른 소규모 편성에 이르기까지 해석의 폭넓은 스펙트럼을 보여준다. 1980년대에는 수난곡의 연주를 다시금 예배 형식으로 회복하려는 시도들이 있었으나, 이는 일부에 그쳤다.

## 등장인물
- 복음사가 (테너) 복음서의 화자이고 전반적인 배경 설명과 해설을 담당한다.
- 예수 (베이스) 주인공.
- 제자들 (베이스) 베드로, 가리옷 유다 등의 독창이 나오나, 대개는 일인 다역으로 한다.
- 제자들 (합창)
- 아리아 (소프라노) 사건에 대한 감상이나 슬픔을 직접적으로 표현하는 노래들이 있다.

## 같이 보기
- 수난곡
- 요한 수난곡 (바흐)
- 오라토리오